# Bruno Maderna
Bruno Maderna także Bruno Maderna Grossato (ur. 21 kwietnia 1920 w Wenecji, zm. 13 listopada 1973 w Darmstadt) – włoski kompozytor i dyrygent.

## Życiorys
W wieku czterech lat rozpoczął naukę gry na skrzypcach. Dziadek uznał go za geniusza. Jego naukę opłacała Madame de Polignac (francuska księżna i mecenas sztuki). W wieku ośmiu lat dyrygował orkiestrą Teatru La Scala w Mediolanie i Arena di Verona. Wówczas rozpoczęła się jego kariera cudownego dziecka znanego na całym świecie jako "Brunetto" (mały Bruno). Studiował w Mediolanie (1935), Wenecji (1939) i w Rzymie (1940)
W czasie II wojny światowej uczestniczył w kampanii rosyjskiej, później wstąpił do partyzanckiego ruchu oporu. Przebywał także w obozie koncentracyjnym.
Po wojnie wykładał kompozycję w Konserwatorium Weneckim (1947–1950). Studiował również muzykę dawną, zwłaszcza średniowieczną, co stało się inspiracją dla wielu jego wczesnych dzieł. W tych latach jego klasa była bardzo liczna, znajdował się w niej także Luigi Nono (będący w tym czasie studentem prawa). Maderna dyrygował na festiwalu "Musica Viva" w Monachium zaangażowany przez Karla Amadeusa Hartmanna; była to jego pierwsza profesjonalna dyrygentura.
Podczas międzynarodowego Kursu Kompozytorskiego (Internationale Ferienkurse für Neue Musik) w Darmstadt w 1951 zorganizował zespół Internationales Kranichsteiner Kammer-Ensemble; tutaj spotkał wielu innych uznanych kompozytorów: Bouleza, Messiaena, Stockhausena, Cage’a, Pousseura i wielu wykonawców neue Musik, którzy stali się inspiracją do powstania nowych utworów (np. Musica su due dimensioni dla flecisty Severino Gazzelloniego). Maderna był eklektycznym twórcą, łączył wiele stylów muzycznych. Dyrygował dziełami Purcella Dydona i Eneasz, Wagnera Parsifal, wieloma utworami Debussy’ego i Ravela, symfoniami klasycznymi i romantycznymi; lubił także muzykę jazzową, co jest zauważalne w jego utworach (np. w operze Don Perlimplin).
Razem z Luciano Berio założył Studio di Fonologia Musicale przy RAI (Radiotelevisione Italiana); w 1955 założyli także Incontri Musicali. W latach 1957–58 wykładał technikę dodekafoniczną w Konserwatorium Mediolańskim; w tym okresie wykładał też kompozycję podczas letnich kursów muzycznych w Dartington's Summer School of Music. W 1963 uzyskał niemieckie obywatelstwo. W latach 1967–1970 wykładał dyrygenturę w salzburskim Mozarteum oraz w Konserwatorium w Rotterdamie. W 1970 uzyskał także obywatelstwo miasta Darmstadt (lecz nigdy nie zrezygnował z włoskiego obywatelstwa na rzecz niemieckiego). W 1971 i 1972 był dyrektorem Berkshire Music Center (Tanglewood MA, USA). W 1971 został dyrygentem mediolańskiej orkiestry RAI. Zmarł w 1973 w Darmstadt podczas prac nad Peleasem i Melizandą Debussy’ego.
W następnym roku Pierre Boulez napisał dla niego Rituel in Memoriam Bruno Maderna.

## Twórczość
- Concerto per due pianoforti e strumenti (1947–1948) – inspirowany Bartókiem
- Studi per Il Processo di Franz Kafka(1950) – muzyka sceniczna
- Quartetto per archi in due tempi (1955) – wpływ serializmu
- Notturno (1956) i Continuo (1958) – elektroakustyczne dzieła na taśmę[1]
- Musica su due dimensioni (1952) – jeden z pierwszych utworów na instrument i taśmę, zrealizowany w studiu Uniwersytetu w Bonn[1]
- Honeyreves na flet i fortepian (1961) – dzieło zbudowane w dużej mierze z melodii fletowej i nietypowych odgłosów wydobywanych z fortepianu[2]
- Konzert fur Oboe und Kammerensemble (1962–63) – pierwszy koncert obojowy[3]
- Le Rire (1964) – na taśmę
- Concerto per oboe (1967) – drugi koncert obojowy
- Quadrivium (1969) – wykazuje wyraźne wpływy aleatoryczne, utwór dla czterech perkusistów i czterech grup orkiestrowych
- Ausstrahlung (1971) – na głos żeński, flet i obój solo, orkiestrę i taśmę
- Serenata per un satellite (1969) – dla 8 wykonawców
- Grande Aulodia (1970) – na flet, obój i orkiestrę
- Hyperion – poezja w formie spektaklu

Maderna napisał muzykę do pięciu włoskich filmów zrealizowanych w latach 1946–1968. Jeden z jego utworów znalazł się na ścieżce dźwiękowej filmu 2001: Odyseja kosmiczna, lecz jego nazwisko nie znalazło się w napisach końcowych.